# Франц Гріфтнер
Франц Гріфтнер (нім. Franz Griftner, 21 листопада 1907 — 13 вересня 1999) — австрійський футболіст, що грав на позиції воротаря. Відомий виступами, зокрема, у складі клубів «Рапід» (Відень), Вінер АК і «Вінер Шпорт-Клуб». В складі «Рапіда» чемпіон Австрії, володар Кубка Австрії, фіналіст Кубка Мітропи.

## Клубна кар'єра
В складі «Рапіда» грав з 1924 по 1929. В 1927 році виграв з командою Кубок Австрії, хоча у фіналі не грав. В 1928 році грав чвертьфінальних і півфінальних матчах Кубка Мітропи 1928. Допоміг команді вийти у фінал, хоча в самих вирішальних матчах поступився місцем в основі Францу Грібару. Загалом зіграв 46 матчів в складі клубу: 33 в чемпіонаті, 7 в Кубку Австрії і 6 в Кубку Мітропи.

## Титули і досягнення
- Чемпіон Австрії (1):

«Рапід» (Відень): 1928-1929
- Володар Кубка Австрії (1):

«Рапід» (Відень):  1926-1927
- Фіналіст Кубка Мітропи (1):

«Рапід» (Відень): 1928